# Shōtai
Shōtai (japanisch 昌泰) ist eine japanische Ära (Nengō) von  Mai 898 bis August 901 nach dem gregorianischen Kalender. Der vorhergehende Äraname ist Kanpyō, die nachfolgende Ära heißt Engi. Die Ära fällt in die Regierungszeit des Kaisers (Tennō) Daigo. 
Der erste Tag der Shōtai-Ära entspricht dem 20. Mai 898, der letzte Tag war der 30. August 901. Die Shōtai-Ära dauerte vier Jahre oder 1198 Tage.

## Ereignisse
- 898 Letzte Anweisungen des Uda Tennō (寛平御遺戒 Kanpyō Goikai)
- 901 Shōtai-Vorfall (昌泰の変 Shōtai no hen)